# Dmitrij Żłoba
Dmitrij Pietrowicz Żłoba (ur. 3 czerwca?/15 czerwca 1887 w Kijowie, zm. 10 czerwca 1938 w Krasnodarze) – radziecki wojskowy, uczestnik wojny domowej w Rosji, następnie działacz partyjny i państwowy, ofiara czystek stalinowskich.

## Życiorys

### Wczesna działalność
Pochodził z rodziny robotniczej lub też był synem najemnego robotnika rolnego. Uczestniczył w rewolucji 1905 r. jako członek robotniczej drużyny bojowej w Mikołajowie. Następnie pracował w kopalniach Donbasu jako robotnik wykwalifikowany, w związku z czym nie został w pierwszej kolejności zmobilizowany do wojska podczas I wojny światowej. Wcielony karnie do wojska w 1916 r. po tym, gdy wziął udział w strajku w zakładach w Gorłówce i Szczerbinówce. Nie trafił jednak na front, ale został skierowany do szkoły mechaników lotnictwa w Moskwie.

### Rewolucja i wojna domowa
Po rewolucji lutowej został wybrany delegatem szkoły do moskiewskiej Rady Delegatów Robotniczych i Żołnierskich. W 1917 r. wstąpił do partii bolszewickiej. Dowodził oddziałem Czerwonej Gwardii podczas walk w Moskwie w czasie rewolucji październikowej. Po zwycięstwie powstania bolszewickiego został skierowany do Donbasu jako komisarz i utworzył tam oddział Czerwonej Gwardii złożony z górników. W styczniu 1918 r. oddział ten brał udział w zdobyciu Kijowa przez bolszewików, walczył z jednostkami wiernymi Ukraińskiej Centralnej Radzie w rejonie kijowskiego Arsenału i Ławry Peczerskiej. Wiosną 1918 r. brał udział w nieudanej obronie Rostowa przed idącą na wschód armią niemiecką.
Wiosną i latem 1918 r. był jednym z dowódców wojsk Północnokaukaskiej Republiki Radzieckiej. Dowodził dywizją w składzie 11 Armii pod dowództwem Iwana Sorokina. We wrześniu 1918 r. bez jego zgody odłączył się od pozostałej części wojsk Republiki Północnokaukaskiej, by iść na odsiecz oblężonemu przez Kozaków dońskich Carycynowi. Wskutek samowoli Żłoby wojska białych pod dowództwem gen. Antona Denikina wkroczyły do Armawiru (szybko odbitego przez czerwoną Armię Tamańską), równocześnie jednak to jego przybycie pod Carycyn umożliwiło broniącym się w mieście czerwonym przetrwanie oblężenia. Dywizja Żłoby przeszła forsownym marszem 800 km ze stanicy Niewinnomysskiej, a następnie przypuściła atak na tyły sił Piotra Krasnowa, który okazał się dla nich całkowitym zaskoczeniem. W Carycynie dywizję włączono do 10 Armii. 29 października 1918 r. paradę żołnierzy Żłoby przyjął na stacji Tundutowo komisarz spraw wojskowych Lew Trocki, który wtedy też nadał jej honorowy przydomek Stalowej Dywizji.
Dwa tygodnie po tych wydarzeniach, prawdopodobnie z inicjatywy dowodzącego 10 Armią Klimienta Woroszyłowa, Żłoba został odwołany do Moskwy, gdzie zaproponowano mu przejęcie dowództwa nad zupełnie inną jednostką, działającą na Ukrainie, a po odmowie - zakazano powrotu do Stalowej Dywizji i skierowano na przymusowy urlop. Prawdopodobną przyczyną tej decyzji Trockiego była niepewność co do tego, czy charyzmatyczny Żłoba nie zechce, razem z oddanymi mu żołnierzami, zmienić frontu. Żłobę skierowano do Astrachania, gdzie w grudniu 1918 r. został na krótko aresztowany przez miejscową Czekę. Po zwolnieniu umożliwiono mu powrót do czynnej walki po stronie czerwonych. Od 1919 r. dowodził najpierw oddziałem partyzanckim operującym w rejonie Astrachania, a następnie brygadą kawalerii w 1 Korpusie Kawalerii pod dowództwem Borisa Dumienki, z którą wkroczył do Nowoczerkaska w styczniu 1920 r. W lutym 1920 r. przejął dowództwo Korpusu, przyczyniając się bezpośrednio do odsunięcia Dumienki i jego aresztowania. 20 czerwca tego samego roku poniósł druzgocącą klęskę w starciu z oddziałami Wrangla w rejonie Wierchniego Tokmaku oraz niemieckich osad Lindenau i Heidelberg; nie zdołał zrealizować powierzonego mu zadania odcięcia sił białych, prowadzących operację północnotaurydzką, od Krymu, a dowodzony przez niego korpus faktycznie przestał istnieć. Komisja złożona z Rozalii Ziemlaczki, Gleba Bokija i Klimienta Woroszyłowa zdecydowała o formalnym odebraniu Żłobie dowództwa jednostki.
Żłoba został skierowany do 18 dywizji kawalerii, a po śmierci jej dowódcy sam przejął jego stanowisko. W marcu 1921 r. wziął udział w kampanii przeciwko Gruzji, zajmując 19 marca Adżarię, którą wcześniej mienszewicki rząd Demokratycznej Republiki Gruzji przekazał Turcji. Za ten sukces został wyróżniony honorową bronią. W 1921 i w 1922, faktycznie już po zakończeniu wojny domowej, otrzymał kolejno dwa Ordery Czerwonego Sztandaru.

### Działacz partyjny
W 1923 r. został zdemobilizowany z Armii Czerwonej. Kierował najpierw Komitetem Pomocy Głodującym (Pomgoł), następnie komisją ds. walki ze skutkami głodu (Posledgoł). w 1925 r. stanął na czele komisji ds. poprawy sytuacji dzieci na Kaukazie Północnym, zasiadał także w komisji pomocy zdemobilizowanym czerwonoarmistom i byłym czerwonym partyzantom. Należał do komitetu wykonawczego w Kraju Północnokaukaskim. Od 1927 r. zajmował się organizacją kolektywizacji w regionie, współtworzył m.in. artel "Agrokultura" w stanicy Pawłowskiej, do którego weszło wielu jego byłych podkomendnych. W 1928 r. z powodu licznych problemów zaistniałych w już utworzonych kołchozach został faktycznie odsunięty od obowiązków i skierowany na długi urlop. W roku następnym powierzono mu kierowanie przedsiębiorstwem "Pławstroj", następnie przemianowanym na "Kubrisostroj", zajmującym się melioracją ziem na Kubaniu. Jego osiągnięcia z czasów wojny domowej praktycznie popadły w zapomnienie, w propagandowych utworach poświęconych obronie Carycyna praktycznie nie wspominano o jego zasługach.
W kwietniu 1937 r. został aresztowany podczas podróży służbowej do Moskwy. Oskarżono go o kierowanie antyradziecką organizacją na Kubaniu. 10 czerwca 1938 r. w Krasnodarze na zamkniętej sesji wyjazdowej kolegium wojskowego Sądu Najwyższego ZSRR został skazany na śmierć i tego samego dnia stracony.
30 maja 1956 r. został oficjalnie zrehabilitowany. Cztery lata później jego imieniem nazwano ulicę w Krasnodarze.

## Życie prywatne
Żonaty z Darją Prikazczikową, która podczas wojny domowej kierowała szpitalem polowym w jego oddziałach. Mieli syna Konstantina i córkę Łarisę. Rodzina Żłoby była represjonowana podczas czystki stalinowskiej, jednak jego dzieci przeżyły więzienie.

## Nagrody i odznaczenia
- dwukrotnie Order Czerwonego Sztandaru – 1921 i 1922
- Honorowa Rewolucyjna Broń – 1921